# Redonographa
Redonographa es un género de hongo liquenizado de la familia Graphidaceae. El género fue descrito por primera vez por Lücking, Tehler & Lumbsch en 2013.

## Especies
Redonographa chilensis

Redonographa saxiseda

Redonographa saxorum

Redonographa galapagoensis